# Прока
„Прока” је југословенски драмски филм из 1984. године. Режирао га је Иса Ћосја, а сценарио је написао Екрем Баша.

## Улоге
| Глумац              | Улога |
| ------------------- | ----- |
| Фарук Беголи        |       |
| Масар Кадиу         |       |
| Чун Лајчи           |       |
| Рагип Лођа          |       |
| Адем Микуловци      |       |
| Хазир Мифтари       |       |
| Мухарем Ћена        |       |
| Џеват Ћена          |       |
| Џеват Ћорај         |       |
| Абдурахман Шаља     |       |
| Ариф Вала           |       |
| Андријана Виденовић |       |